# Teufelssattel
Der Teufelssattel (auch: Teufelssattelpferd) ist ein Kallmünzer auf dem Gebiet der Gemeinde Edelsfeld im Landkreis Amberg-Sulzbach in Bayern. 

## Entstehung
Beim Teufelssattel handelt es sich um ein Reliktgestein der ehemaligen Kreideüberdeckung. Die sandigen Kreidesedimente wurden stellenweise kieselig gebunden. So entstanden sehr harte Quarzsandsteine, die der Verwitterung wesentlich besser widerstanden als die umgebenden und unterlagernden Gesteine. Schließlich blieben sie als Einzelblöcke auf wesentlich älteren Gesteinen (hier Unterem Malm) erhalten. Viele Kallmünzerblöcke wurden im Quartär durch Solifluktion noch verlagert.

## Sage
Der Sage nach diente der Stein dem Teufel als Pferd.

## Geotopstatus
Der Teufelsstein ist vom Bayerischen Landesamt für Umwelt als bedeutendes Geotop und Naturdenkmal ausgewiesen. Dort wird er geführt unter dem Namen Kallmünzer „Teufelssattelpferd“ NE von Weißenberg und der Nummer 371R045.
Siehe hierzu auch die Liste der Geotope im Landkreis Amberg-Sulzbach.